# Šmarje - Sap
Šmarje - Sap je naselje z več kot 1.600 prebivalci v Občini Grosuplje, blizu Škofljice in mesta Ljubljana.

## Ime
Šmarje je dobilo ime po cerkvi Marijinega rojstva. V imenu tega kraja je Šmarje edninski samostalnik srednjega spola, tako je rodilniška oblika  npr. »iz Šmarja« in ne »iz Šmarij« (pri nekaterih drugih slovenskih krajih z imenom Šmarje pa je Šmarje množinski samostalnik ženskega spola, tako je tam rodilniška oblika »iz Šmarij«). Poleg tega sklanjamo obe zemljepisni naselbinski imeni, ki ju sicer ločuje nestični vezaj.

## Lega
Naselje leži v skrajnem zahodnem delu Dolenjskega podolja ob cesti Ljubljana–Grosuplje in železniški progi Ljubljana–Metlika. Kraj je nastal z združitvijo naselij Šmarje in Sap (1961) ter Razdrto (1971). Jedro kraja je ob stari cesti Ljubljana–Grosuplje, novejši deli pa ležijo na severnem vznožju Boršta (400 m n. v.) in Mačka (397 m n. v.).

## Zgodovina
Kraj je poimenovan po cerkvi Marijinega rojstva. Cerkev je imela taborsko obzidje, od katerega je ohranjen večji stolp. Cerkveni gotski triladijski prostor s starejšo osnovo so barokizirali; nekaj oltarjev ima Metzingerjeve slike.
V starih listinah je kraj prvič omenjen leta 1322. Župnija je bila 1497 priključena stiškemu samostanu.
Šmarje - Sap ima več kot 500 let dolgo zgodovino šolstva. 8. julija 1504. je šmarski župnik Mihael Sterlecher postavil g. Štefana Pechlarja iz Ribnice za voditelja šole. Ta datum, ki je zapisan tudi v Ribniški kroniki, se šteje za začetek urejenega šolstva v Šmarju.
12. septembra 1813 je med Šmarjem, Gumniščem in Škofljico potekala bitka pri Šmarju, v kateri so napredujoče avstrijske sile porazile bistveno močnejšo združeno vojsko Ilirskih provinc in Italijanskega kraljestva, ki jo je vodil Napoleonov posinovljenec, podkralj Italijanskega kraljestva Eugène de Beauharnais. Francozi so v bitki izgubili 600 mož.
Leta 1894 je bila skozi kraj zgrajena železniška proga.

### NOB
Aprila 1941. so kraj zavzeli italijanski okupatorji in namestili v Šmarju vojaško postojanko, ki je varovala železniško progo in predor ter skupaj s posadko iz Grosupljega opravljala pohode proti partizanom. Po italijanski kapitulaciji je bil kraj septembra in oktobra 1943. na partizanskem ozemlju, nato je bila v njem domobranska posadka. V noči na 27. julija 1944. je Levstikova brigada delno porušila železniški predor, poskus 18. divizije 14. avgusta, da bi ga popolnoma porušila, ni uspel; divizija je tu v naslednjih dneh po hudih bojih izgubila skoraj tretjino moštva.

## Krajevna skupnost Šmarje - Sap
Krajevna skupnost Šmarje - Sap spada v občino Grosuplje, ki jo sestavljajo Šmarska dolina, Grosupeljsko in Radensko polje ter okoliška hribovja. Kraj Šmarje - Sap je po številu prebivalcev drugi največji kraj v grosupeljski občini. Še pred dobrimi stotimi leti je bilo Šmarje tudi glavno središče grosupeljske kotline, kasneje pa ga je v razvoju prehitelo Grosuplje. Tako je danes Grosuplje upravno, gospodarsko in prometno središče skupne občine.
Naselja v krajevni skupnosti: Cikava, Gajniče, Huda Polica, Mali Vrh, Paradišče, Podgorica pri Šmarju, Sela pri Šmarju, Šmarje - Sap, Tlake, Veliki Vrh pri Šmarju in Zgornja Slivnica.

### Magdalenska gora
Magdalenska gora je eno izmed najbolj znanih arheoloških najdišč v Sloveniji. Je dobro ohranjeno prazgodovinsko naselje z umetno narejenimi terasami in obrambnimi nasipi, velikim številom rodovnih gomil in pestro zgodovino arheoloških raziskav. Najdbe, ki večinoma izvirajo iz 8. do 1. stoletja pr. n. št., danes hranijo muzeji v Ljubljani, na Dunaju in Harvardu.
Arheološko pot je leta 1998 uredila Občina Grosuplje v okviru načrtnega urejanja ter uveljavljanja kulturne in naravne dediščine na svojem območju. Pot v celoti poteka po ožjem varovanem območju, ki ga ščiti odlok o zavarovanju kulturne dediščine, zato ob pripravi ni bilo novih posegov v zemeljske plasti. Urejena je tako, da omogoča ogled še vidnih ostankov železnodobnega gradišča in gomil. Področje danes prekriva gozd, najbližja naselja so odmaknjena, kar divjadi omogoča mirno bivanje.